# Markus Johannes Langer

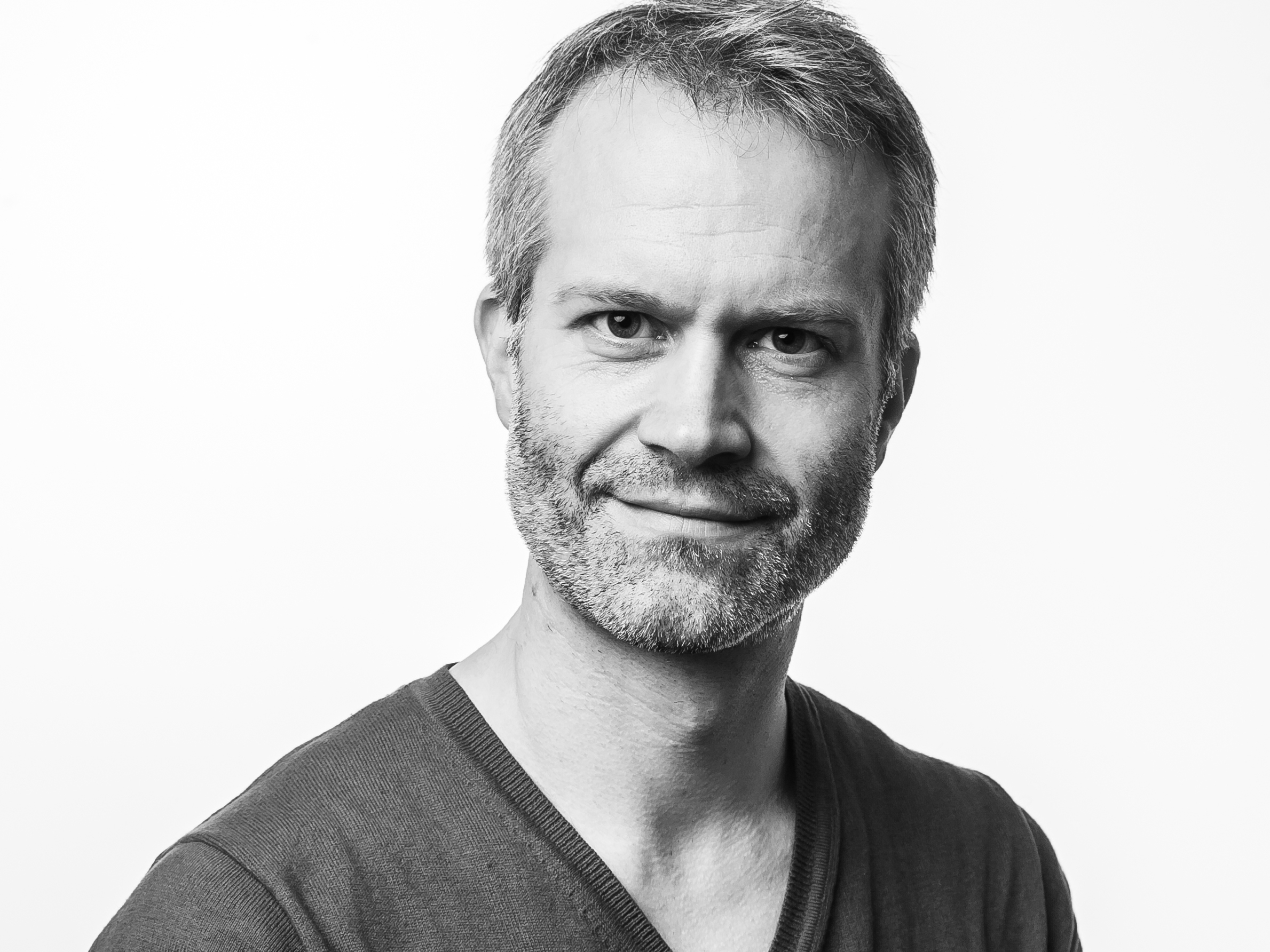
Markus J. Langer (2013)

Markus Johannes Langer (* 1971 in Erlangen) ist Kantor und Organist an der St.-Johannis-Kirche in Rostock und Leiter des Rostocker Motettenchores. 

## Leben
Langer war bereits als Gymnasiast Gaststudent an der Hochschule für Musik und Theater München im Hauptfach Orgel. 1992 begann er dort ein Studium der Evangelischen Kirchenmusik, was er 1997 mit dem A-Examen abschloss. Im Anschluss daran folgte ein zweijähriges Aufbaustudium bei Michael Gläser im Hauptfach Dirigieren, welches er mit der Auszeichnung Meisterklasse beendete. Von 1993 an war Markus Johannes Langer Kantor an der Laudatekirche in Garching bei München und hatte von 1998 bis 1999 die künstlerische Leitung des Münchner Singkreises inne. Erste Gastkonzerte führten ihn unter anderem in den Berliner Dom. 
Am 1. Februar 2000 übernahm Langer als Kantor und Organist die Leitung der St.-Johannis-Kantorei an der Johanniskirche in Rostock, eine der größten Kantoreien Norddeutschlands mit über 350 Mitgliedern in mehreren Chören. Bei über 50 kirchenmusikalischen Konzerten im Jahr arbeitet er regelmäßig mit Künstlern wie Bogna Bartosz, Sylvia Schwartz, Peter Kooij, Kai Wessel, Ingeborg Danz, Thomas Quasthoff, dem Hilliard Ensemble und den King’s Singers zusammen.
Seit April 2000 übt er eine Lehrtätigkeit in den Fächern Chorleitung und Oratorieninterpretation an der Hochschule für Musik und Theater Rostock (HMT) aus. Im Mai 2008 wurde Langer zum Honorarprofessor dieser Hochschule ernannt. Er war einer der vier Kandidaten für das 2016 zu besetzende Amt des Leipziger Thomaskantors.
2019 übernahm er die künstlerische Leitung des 94. Bachfestes der Neuen Bachgesellschaft in Rostock unter dem Motto „Kontrapunkte“.

## Auszeichnungen
- 1993: Stipendium der Richard-Wagner-Stipendienstiftung
- 1996: 1. Förderpreis der Stadt Coburg für junge Künstler
- 2009: Kulturpreis der Hansestadt Rostock[3]
- 13. Dezember 2009 Ernennung zum Kirchenmusikdirektor[4]
- 2014: Ehrendoktor der Theologischen Fakultät der Universität Rostock.[5]
- 3. September 2021: Eintrag in das Ehrenbuch der Stadt Rostock[6]

## Diskographie
- John Rutter: Requiem. Klangräume
- Carl Orff: Die Weihnachtsgeschichte. Klangräume
- Historische Orgeln in Mecklenburg-Vorpommern – für die Zukunft gerettet. Dabringhaus & Grimm, Detmold, 2004.
- In Principio. Aliud, 2006.

## Schriften
- mit Thomas Klie: Evangelische Liturgie. Evangelische Verlagsanstalt, Leipzig 2015, ISBN 978-3-374-04068-1.